# Echoverleihung 2007
Der Musikpreis Echo 2007 der Deutschen Phono-Akademie wurde am 25. März im Berliner Palais am Funkturm verliehen. Moderiert wurde die Verleihung von Oliver Geissen und Yvonne Catterfeld, die selbst nominiert war und auch einen musikalischen Auftritt hatte.
Wie jedes Jahr wird die Veranstaltung besonders von der Presse kritisiert. So schreibt der Stern in seiner Internetausgabe von einem „gemächlichen Showabend aus den Siebzigern“. Zudem präsentierte RTL die Show als Live-Sendung um 20:15 Uhr, obwohl die Verleihung bereits 18:00 Uhr startete. Die Gewinner wurden durch die Verkaufszahlen ihrer Veröffentlichungen von März 2006 bis Februar 2007 ermittelt. So steht nicht die künstlerische Qualität, sondern der kommerzielle Erfolg im Vordergrund.

## Rock/Pop

### Künstler des Jahres (national)
Roger Cicero (Männersachen)
- Bela B. (Bingo)
- Jan Delay (Mercedes Dance)
- Sasha (Greatest Hits)
- Tobias Regner (Straight)

### Künstlerin des Jahres (national)
LaFee (LaFee)
- Annett Louisan (Unausgesprochen)
- Joy Denalane (Born & Raised)
- Sarah Connor (Christmas in My Heart)
- Yvonne Catterfeld (Aura)

### Künstler des Jahres (international)
Robbie Williams (Rudebox)
- Jack Johnson (Jack Johnson & Friends)
- Justin Timberlake (FutureSex / LoveSounds)
- Meat Loaf (Bat out of Hell III: The Monster Is Loose)
- Yusuf (An Other Cup)

### Künstlerin des Jahres (international)
Katie Melua (Piece by Piece)
- Kelly Clarkson (Breakaway)
- Nelly Furtado (Loose)
- Pink (I’m Not Dead)
- Shakira (Oral Fixation Vol. 2)

### Gruppe des Jahres (national)
Rosenstolz (Das große Leben)
- Monrose (Temptation)
- Pur (Es ist wie es ist)
- Reamonn (Wish)
- Silbermond (Laut gedacht)

### Gruppe des Jahres (international)
Red Hot Chili Peppers (Stadium Arcadium)
- Depeche Mode (Best Of)
- Mark Knopfler & Emmylou Harris (All the Roadrunning)
- Pussycat Dolls (PCD)
- The Beatles (Love)

## Schlager

### Künstler/Künstlerin/Gruppe/Kollaboration des Jahres (Deutschsprachiger Schlager)
Andrea Berg (Splitternackt)
- Die Amigos (Die großen Erfolge)
- Die Flippers (Du bist der Oscar meines Herzens)
- Roger Whittaker (Einfach leben)
- Semino Rossi (Ich denk an Dich)

## Volksmusik

### Künstler/Künstlerin/Gruppe/Kollaboration des Jahres (Volkstümliche Musik)
Kastelruther Spatzen (...und Singen ist Gold)
- Die Klostertaler (Mittendrin)
- Hansi Hinterseer (Meine Berge, meine Heimat)
- Nockalm Quintett (Einsam wie Napoleon)
- Ursprung Buam (A fesches boarisches...)

## Hip-Hop/R&B

### Künstler/Künstlerin/Gruppe des Jahres Hip-Hop/R&B (national)
Bushido (Von der Skyline zum Bordstein zurück)
- Fler (Trendsetter)
- Rapsoul (Unbeschreiblich)
- Seeed (Live)
- Sido (Ich)

### Künstler/Künstlerin/Gruppe des Jahres Hip-Hop/R&B (international)
Eminem (Curtain Call: The Hits)
- Busta Rhymes (The Big Bang)
- DMX (Year of the Dog… Again)
- P. Diddy (Press Play)
- Pharrell Williams (In My Mind)

## Rock/Alternative

### Künstler/Künstlerin/Gruppe des Jahres Rock/Alternative (national)
Sportfreunde Stiller (You Have to Win Zweikampf)
- Die Toten Hosen (Unplugged im Wiener Burgtheater)
- Madsen (Goodbye Logik)
- MIA. (Zirkus)
- Oomph! (GlaubeLiebeTod)

### Künstler/Künstlerin/Gruppe des Jahres Rock/Alternative (international)
Billy Talent (Billy Talent II)
- Bullet for My Valentine (The Poison)
- Evanescence (The Open Door)
- Placebo (Meds)
- Tool (10.000 Days)

## Jazz

### Jazz-Produktion des Jahres (national oder international)
Till Brönner (Oceana)
- Diana Krall (From This Moment On)
- Madeleine Peyroux (Half the Perfect World)
- Randy Crawford & Joe Sample (Feeling Good)
- Sérgio Mendes (Timeless)

## Nachwuchspreis der Deutschen Phono-Akademie

### Newcomer des Jahres (national)
LaFee (LaFee)
- Killerpilze (Invasion der Killerpilze)
- Monrose (Temptation)
- Roger Cicero (Männersachen)
- Tobias Regner (Straight)

### Newcomer des Jahres (international)
Billy Talent (Billy Talent II)
- Corinne Bailey Rae (Corinne Bailey Rae)
- Gnarls Barkley (St. Elsewhere)
- James Morrison (Undiscovered)
- Snow Patrol (Eyes Open)

## Hit des Jahres (national oder international)
Silbermond (Das Beste)
- Gnarls Barkley (Crazy)
- Nelly Furtado (All Good Things (Come to an End))
- Shakira (Hips Don’t Lie)
- Texas Lightning (No No Never)

## Musik-DVD-Produktion (national oder international)
Pink Floyd (Pulse)
- Depeche Mode (Touring the Angel)
- Rammstein (Völkerball)
- Robbie Williams (And Through It All)
- Tokio Hotel (Schrei)

## Bester Live-Act
Silbermond
- Jan Delay
- MIA.
- Seeed
- Xavier Naidoo

## Bestes Video
Tokio Hotel (Der letzte Tag)
- Bushido (Sonnenbank Flavour)
- Juli (Dieses Leben)
- LaFee (Mitternacht)
- Silbermond (Das Beste)

## Medienpartner des Jahres
Bravo

## Handelspartner des Jahres
EMP Merchandising

## Produzent/Produzentin des Jahres
Frank Ramond & Matthias Haß (für Roger Cicero, Annett Louisan, Ina Müller)
- Bob Arnz (für LaFee)
- Olaf Opal (für Juli, Hälfte vom Sportfreund-Stiller-Album)
- Pat Benzer, Dave Roth, David Jost, Peter Hoffmann (für Tokio Hotel)
- Valicon (für Silbermond, Tobias Regner, Hälfte vom Mike-Leon-Grosch-Album)

## Preis fürs Lebenswerk
Ralph Siegel

## Sonderpreise

### Lebenswerk als Musiker und Botschafter zwischen den Kulturen
Yusuf

### Sonderpreis für globales Engagement
Bono